# Fibra esclerenquimática
Fibras esclerenquimática são células alongadas, com as extremidades afiladas,lume reduzido, devido à presença de paredes secundárias espessas, com variado grau de lignificação e poucas pontoações. As fibras, geralmente ocorrem em feixes, constituindo as chamadas "fibras" do comércio. As fibras atuam como elementos de sustentação nas regiões do vegetal que não mais se alongam. Tal como as esclereídes, as fibras têm ampla distribuição no vegetal, podendo ser classificadas artificialmente em: fibras xilemáticas, quando ocorrem junto com os elementos do xilema e fibras extraxilemáticas.
As fibras extraxilemáticas incluem as fibras do floema (Fig. 8), as fibras perivasculares (Fig. 9) das dicotiledôneas e as fibras das monocotiledôneas, sejam elas associadas ou não aos tecidos vasculares. E estão divididas em: libriforme, septadas, fibrotraqueídes, gelatinosas,